# Александров Веніамін Веніамінович
Веніамін Веніамінович Александров (рос. Вениами́н Вениами́нович Алекса́ндров; нар. 18 квітня 1937, Москва, СРСР — пом. 6 листопада 1991, Москва) — радянський хокеїст, нападник. Дворазовий олімпійський чемпіон.

## Клубна кар'єра
Відзначався досконалою індивідуальною технікою та високою результативністю. Виступав за московський ЦСКА (1955–1969). На початку кар'єри, молоді Александров та Локтєв, грали з досвідченим Олександром Черепановим. Згодом до них приєднався Олександр Альметов. Ця ланка існувала сім років і вважається найсильнішою у радянському хокеї першої половини 60-х років. Сучасники називали їх «тріо академіків». Завершував виступи разом із Борисом Михайловим та Володимиром Петровим. Десятиразовий чемпіон СРСР (1956, 1958–1961, 1963–1966, 1968). У сезоні 1962/63 встановив рекорд результативності — 53 закинуті шайби. Всього в чемпіонатах СРСР провів 400 матчів (351 гол). Входить до п'ятірки найрезультативніших гравців ліги. Володар кубка СРСР 1955, 1956, 1961, 1966–1969. У кубкових матчах закинув 22 шайби. За результатами сезону обирався до символічної збірної. Член клуба Всеволода Боброва (10-е місце, 495 голів).

## Виступи у збірній
У складі національної збірної був учасником трьох Олімпіад (1960, 1964, 1968). У Скво-Веллі здобув бронзову нагороду, а в Інсбруку та Греноблі збірна СРСР була найсильнішою.
Чемпіон світу 1963–1968; другий призер 1957–1959; третій призер 1960, 1961. На чемпіонатах Європи — дев'ять золотих (1958–1960, 1963–1968) та дві срібні нагороди (1957, 1961). Двічі був обраний до символічної збірної (1966, 1967). Найкращий бомбардир 1966 року — 17 очок (9 голів та 8 передач).
На чемпіонатах світу та Олімпійських іграх провів 76 матчів (68 закинутих шайб), а всього у складі збірної СРСР — 161 матч (119 голів).

## Тренерська діяльність
По завершенні спортивної кар'єри працював у дитячих командах ЦСКА. 1971 року закінчив Центральну школу тренерів РРСФР. У 1970–1973 головний тренер ЦСКА (Софія, Болгарія), а в 1973–1974 — ленінградського СКА.
Помер 6 листопада 1991 року на 55-му році життя у Москві. Похований на Троєкурівському кладовищі.

## Державні нагороди та почесні звання
- 1963 — «Заслужений майстер спорту СРСР»
- 1965 — Орден «Знак Пошани»
- 2007 — член зали слави ІІХФ

## Спортивні досягнення

### Командні
- Олімпійський чемпіон (2): 1964, 1968
- Бронзовий призер Олімпійських ігор (1): 1960
- Чемпіон світу (6): 1963, 1964, 1965, 1966, 1967, 1968
- Срібний призер чемпіонату світу (3): 1957, 1958, 1959
- Бронзовий призер чемпіонату світу (2): 1960, 1961
- Чемпіон Європи (11): 1958, 1959, 1960, 1963, 1964, 1965, 1966, 1967, 1968
- Срібний призер чемпіонату Європи (2): 1957, 1961
- Чемпіон СРСР (10): 1956, 1958, 1959, 1960, 1961, 1963, 1964, 1965, 1966, 1968
- Срібний призер чемпіонату СРСР (3): 1957, 1967, 1969
- Бронзовий призер чемпіонату СРСР (1): 1962
- Володар кубка СРСР (7): 1955, 1956, 1961, 1966, 1967, 1968, 1969

### Особисті
- Символічна збірна чемпіонату світу (2): 1966, 1967
- Найкращий бомбардир чемпіонату світу (1): 1966 (17 очок)
- Найкращий снайпер чемпіонату СРСР (1): 1963 (53 голи)

## Статистика
| Сезон   | Чемпіонат СРСР | Чемпіонат СРСР | Збірна СРСР | Збірна СРСР | Всього | Всього |
| Сезон   | Ігри           | Голи           | Ігри        | Голи        | Ігри   | Голи   |
| ------- | -------------- | -------------- | ----------- | ----------- | ------ | ------ |
| 1955/56 |                | 18             |             |             |        | 18     |
| 1956/57 |                | 18             | 14          | 13          |        | 31     |
| 1957/58 |                | 32             | 17          | 22          |        | 54     |
| 1958/59 |                | 14             | 15          | 10          |        | 24     |
| 1959/60 |                | 19             | 10          | 12          |        | 31     |
| 1960/61 |                | 19             | 11          | 9           |        | 28     |
| 1961/62 | 24             | 21             |             |             | 24     | 21     |
| 1962/63 | 38             | 53             | 9           | 5           | 47     | 58     |
| 1963/64 |                | 39             | 12          | 9           |        | 48     |
| 1964/65 | 33             | 25             | 21          | 11          | 54     | 36     |
| 1965/66 | 32             | 31             | 15          | 11          | 47     | 42     |
| 1966/67 | 40             | 27             | 19          | 11          | 59     | 38     |
| 1967/68 | 40             | 23             | 18          | 6           | 58     | 29     |
| 1968/69 | 24             | 12             |             |             | 24     | 12     |
| Всього  | 400            | 351            | 161         | 119         | 561    | 470    |